# Jennifer Hudson
Pour les articles homonymes, voir Hudson.
Jennifer Hudson (prononcé en anglais : [ˈdʒɛnɪfɚ ˈhʌdsən]), née le 12 septembre 1981 à Chicago, est une chanteuse et actrice américaine.
Bien qu'elle se fasse connaître lors de la troisième saison de l'émission de téléréalité American Idol, c'est sa première expérience cinématographique dans le drame musical Dreamgirls (2006) qui lui fait acquérir une notoriété sur la scène internationale. Le film lui permet de gagner l'Oscar de la meilleure actrice dans un second rôle et le Golden Globe de la meilleure actrice dans un second rôle pour son interprétation d'Effie White, devenant la troisième femme noire à recevoir le premier après Hattie McDaniel pour Autant en emporte le vent (1939) et Whoopi Goldberg pour Ghost (1990).
Elle poursuit sa carrière d'actrice et confirme, en alternant les films à gros budget comme Sex and the City, Tous en scène, avec des drames (Le Secret de Lily Owens, Black Nativity et Chi-Raq) ou des comédies (Hairspray Live! et Sandy Wexler) à moindre coût. Elle est à l'affiche de la version live-action de la comédie musicale Cats en décembre 2019, et incarne ensuite, en 2021, Aretha Franklin dans un film biographique retraçant sa vie.
En tant que chanteuse, elle a publié trois albums. Son premier album, qui porte son nom, sort en 2008 et atteint la seconde place du Billboard 200 et a été certifié or, pour plus d'un million d'exemplaires vendus. Elle est nommée à plusieurs reprises aux Grammy Awards et remporte le titre de Meilleur album de R&B. Son second album, I Remember Me, débute également à la seconde place du classement et reçoit la certification or. Pour son troisième album, JUHD, elle est à nouveau nommée lors de prestigieuses cérémonies récompensant les professionnels de l'industrie musicale. Elle occupe aussi le fauteuil de juge dans différentes versions de l’émission musicale The Voice.

## Biographie

### Enfance et formation
Benjamine d'une famille de trois enfants, Jennifer Kate Hudson (prononcé en anglais : [ˈdʒɛnɪfɚ keɪt ˈhʌdsən]) est la fille de Darnell Donnerson et de Samuel Simpson. Élevée dans la communauté baptiste à Englewood, elle étudie à l'école de Dunbar Vocational High School ou elle obtient son diplôme en 1999. À l'âge de 7 ans, elle commence à chanter dans la chorale de son église et fait du théâtre communautaire, accompagnée par sa grand-mère maternelle, Julia. Elle s'inscrit à l'université Langston, un établissement d'enseignement supérieur situé dans l'Oklahoma, mais après un semestre, prise de nostalgie et ne supportant pas le climat ambiant, elle finit par s'inscrire au Kennedy King College, à Chicago.
En janvier 2002, elle signe son premier contrat avec le label indépendant, Righteous Records. Elle est finalement libérée de son contrat et s'inscrit à un grand concours de chant, qui s'avérera être un réel déclencheur pour sa carrière.

### Carrière

#### 2004-2007: La révélation American Idol & Dreamgirls
En 2004, Jennifer auditionne pour la troisième saison du télé crochet American Idol (il s'agit de la version américaine de l'émission La Nouvelle Star). À la surprise générale, elle est éliminée face à Fantasia Barrino, qui finira par remporter la finale du concours. L'élimination de Jennifer est d'ailleurs sujet à de nombreuses controverses, par la plupart des critiques. En effet, elle était considérée comme l'une des favorites du show et à l'annonce des résultats, des rumeurs de racisme et même de trucage, concernant le décompte, se murmurent dans les coulisses.

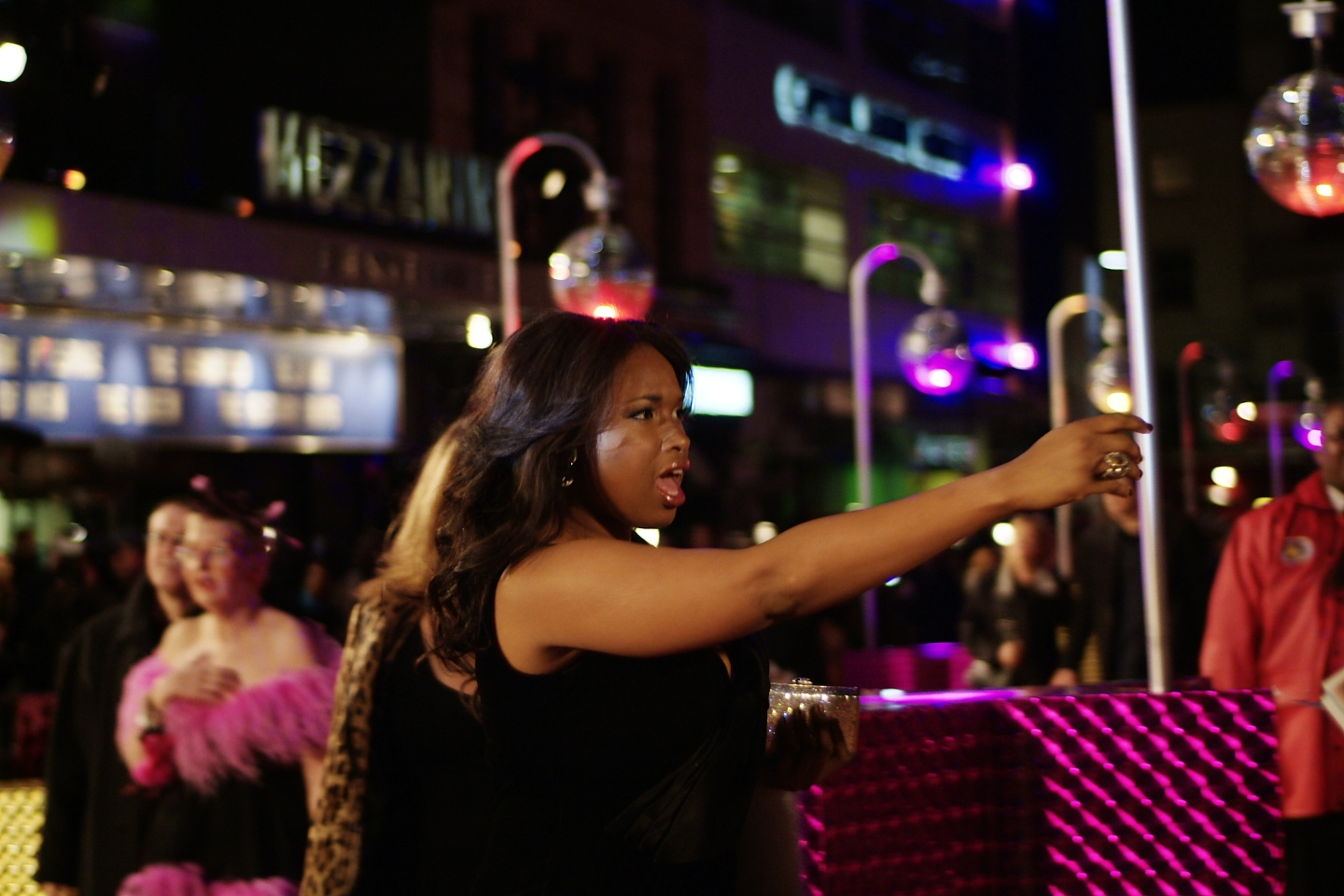
Jennifer Hudson, en 2007, lors d'une avant première de Dreamgirls.

En novembre 2005, elle rejoint l’adaptation cinématographique de la comédie musicale Dreamgirls, avec Jamie Foxx, Beyoncé et Eddie Murphy. Lors des auditions, elle a dû faire face à plus de 700 concurrentes pour le rôle secondaire d'Effie White, dont son amie Fantasia Barrino qui participait également aux essais. Le tournage du film commence le 9 janvier 2006 et le film sort, en version limitée, le 25 décembre 2006 avant de bénéficier d'une sortie internationale, le 12 janvier 2007.
Parallèlement à ce tournage, elle doit sa première incursion dans le milieu du disque au chanteur Meat Loaf, avec qui elle partage le duo The Future Ain't What It Used to Be sur son dixième album, Bat Out of Hell III: The Monster Is Loose.

À la fin de l'année, elle signe un contrat avec le label Arista Record. Dreamgirls rencontre un franc succès au box office et les critiques sont séduites. La performance de Jennifer ainsi que son interprétation du titre And I Am Telling You (I'm Not Going) remportent, plus particulièrement, des éloges. Le célèbre journal New York Observer souligne son implication et la décrit comme « 5 minutes qui propulse Jennifer Hudson sur le devant de la scène et qui font d'elle, la favorite pour les Oscars », elle est également comparée aux respectées Barbra Streisand, Bette Midler et Aretha Franklin par le magazine Variety. Elle interprète également Love You I Do qui se retrouve nommée pour l'Oscar de la meilleure musique et remporte le Grammy Award de la meilleure musique de film[réf. nécessaire]. 

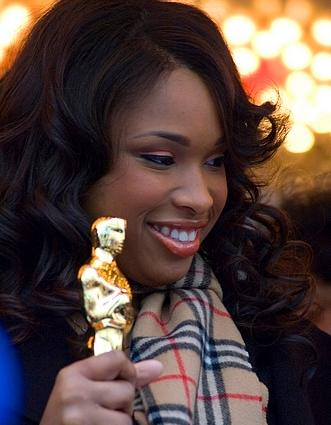
Jennifer et son oscar de la meilleure actrice dans un second rôle, en 2007, pour le film qui la révèle au grand public Dreamgirls.

Jennifer est considérée comme la révélation du film, elle remporte près de 30 récompenses pour son incarnation de femme amoureuse et malmenée dont la prestigieuse statuette de l'Oscar de la meilleure actrice dans un second rôle et, entre autres, le Golden Globes Awards, le Bafta Awards (les Oscars britannique), le Screen Actor Guild Awards et le NAACP Image Awards. Elle est également nommée lors des Grammy Awards et l'ensemble de la distribution se retrouve récompensée. Cette-même année, elle rentre dans l'histoire comme la première chanteuse afro-américaine et la troisième personnalité noire, à faire la couverture du célèbre magazine de mode Vogue. Entertainment Weekly partage cet engouement et publie une tribune pour Jennifer, saluant tout de même, la performance de ses collègues Beyoncé et Eddie Murphy.

#### 2008-2010: Premier album et consécration
Début d'année 2008, Jennifer retourne en studio afin d'enregistrer son premier album. Elle travaille notamment avec le producteur Ryan Tedder, révélé par le groupe OneRepublic et Timbaland. Son premier single Spotlight est commercialisé en juin 2008 et réalise d'excellents scores aux U.S.A, au Royaume-Uni et en Turquie. En septembre, l'album éponyme est publié. Parmi les collaborateurs, on compte Ne-Yo, qui est également coproducteur avec Stargate mais aussi la rappeuse Missy Elliott, le chanteur Robin Thicke et beaucoup d'autres. Il intègre la seconde place du Billboard 200 avec plus de 217 000 exemplaires aux États-Unis et reçoit des critiques positives. Il finit par obtenir la certification Or pour avoir dépassé les 500 000 ventes et cumule à ce jour plus de 1 million d'exemplaires vendus. Ce premier album permet à Jennifer de recevoir trois nominations lors des Grammy Awards de 2009 : Meilleure performance R&B pour la chanson Spotlight, Meilleure performance R&B par un duo et/ou un groupe pour la chanson I'm His Only Woman qu'elle partage avec Fantasia Barrino et Meilleur album R&B, qu'elle remporte, autre consécration importante dans sa carrière.
En mai 2008, Jennifer obtient un second rôle dans l'adaptation cinématographique de la série télévisée Sex and the City. Le film est un énorme succès commercial et engrange plus de 410 millions de dollars de recette au box mondial. Cette même année, elle fait partie du drame Le Secret de Lily Owens, adapté du roman de Sue Monk Kidd (The Secret Life of Bees). Aux côtés de Queen Latifah, Sophie Okonedo et Alicia Keys, le film remporte près de 40 millions de dollars pour un budget estimé à 11 millions. Succès public donc, mais également salué par la critique. Le film remporte deux People's Choice Awards dans les catégories Meilleur film dramatique et Meilleur film indépendant. Il reçoit 9 nominations lors des Black Reel Awards et huit nominations lors des NAACP Image Awards.
Cette même année, elle retrouve Dakota Fanning pour le drame Fragments, elle partage également l'affiche aux côtés de Kate Beckinsale et Forest Whitaker. Sorti dans un nombre de salles limitées, le film récolte près de 40 millions de dollars mais divise la critique. 

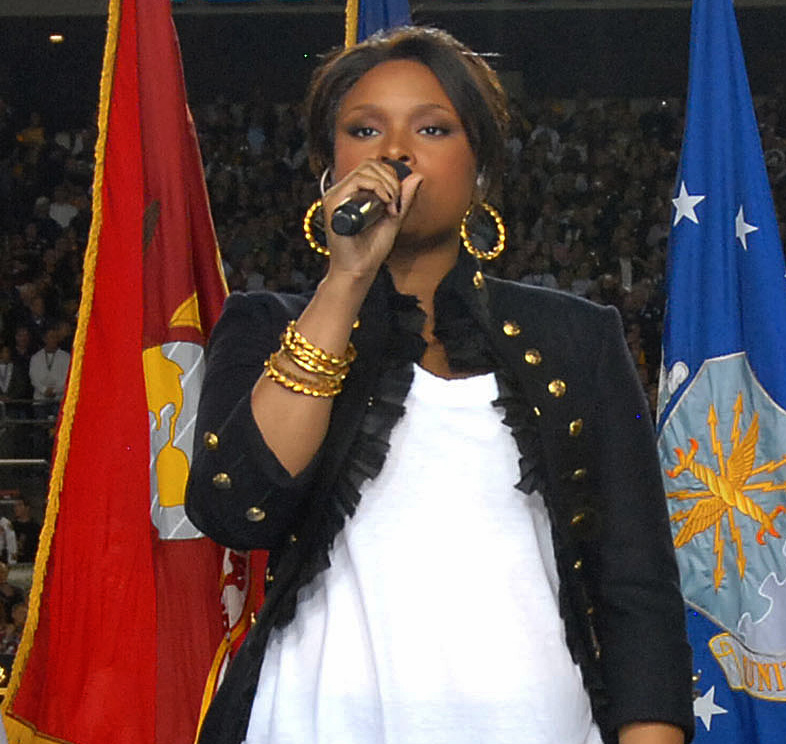
Jennifer Hudson interprète l'hymne national lors du Super Bowl XLIII, en février 2009.

 En février 2009, Jennifer fait sa première apparition publique depuis les tragiques évènements survenues dans sa famille. Elle chante The Star Spangled Banner lors du Super Bowl XLIII. Jennifer interprète la chanson Will You Be There en hommage à Michael Jackson, le 7 juillet 2009, avec les danseurs du défunt artiste. Elle part en tournée faire le tour des États-Unis avec Robin Thicke, à la suite d'une infection de la gorge elle est contrainte de reporter quelques dates mais elle finira par honorer ses engagements.
En 2010 et à la suite de son importante perte de poids, elle devient ambassadrice de la marque Weight Watchers. Elle fait également partie du collectif des artistes américains reprenant We are the World de Michael Jackson avec entre autres Nicole Scherzinger, Fergie, Céline Dion, Lionel Richie, Usher, Justin Bieber, T-Pain, Akon, Pink, Barbra Streisand, Adam Levine, Mary Mary, réunis en hommage à Haïti.

#### 2011-2013: Second album et confirmation médiatique
En 2011, elle est en tête d'affiche du biopic controversé Winnie, basé sur le parcours de la femme politique sud-africaine Winnie Mandela. Le film met en vedette Terrence Howard et se base sur la biographie de la politicienne, rédigée par Anne Marie du Preez Bezdrob. Le film reçoit des critiques mitigées et sort dans un nombre de salles très restreint et reste seulement une semaine dans les cinémas. La prestation de Jennifer est néanmoins citée lors des Image Awards au titre de meilleure actrice.

En étroite collaboration avec le chanteur de R&B Ne-Yo, Jennifer publie son second album I Remember Me. L'album débute à la seconde place du classement Billboard 200 et s'écoule à près de 200 000 exemplaires la première semaine d'exploitation. Le premier single est Where You At écrit par R.Kelly. L'album termine sa course avec près de 500 000 exemplaires vendus, démontrant une certaine stabilité dans un marché du disque en crise. Cette même année, elle participe au titre Night Of Your Life du nouvel album du DJ français David Guetta, qui est présentée dans le cadre du décompte avant la parution de l'album complet. Le 5 août 2011, elle chante Happy Birthday, Mr President à l'occasion du 50e anniversaire de Barack Obama. 

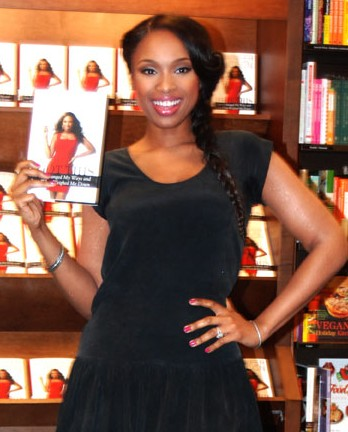
Jennifer Hudson, lors d'une séance d'autographe pour la présentation de son autobiographie : I Got This: How I Changed My Ways and Lost What Weighed Me Down, à Chicago, en 2012.

Le 12 février 2012, elle chante I Will Always Love You, lors de la cérémonie des Grammy Awards, en hommage à Whitney Houston, décédée la veille, une prestation saluée par le Huffington Post. Cette année-là sort son autobiographie, intitulée I Got This: How I Changed My Ways and Lost What Weighed Me Down, elle y raconte le processus de sa perte de poids et se confesse sur sa vie personnelle. Elle rejoint la distribution de la comédie Les Trois Corniauds, une adaptation cinématographique des aventures de la troupe comique Les Trois Stooges, qui rencontre un succès critique et public modéré,. Elle joue les guest star pour la série télévisée musicale Smash.

#### 2013-2016: Troisième album et télévision
En 2013, elle reçoit son étoile sur le Hollywood Walk of Fame, pour sa contribution au milieu du divertissement. En octobre de cette année, elle fait partie du drame The inevitable Defeat of Mister and Pete, qui met en scène une autre chanteuse, Jordin Sparks, également révélée par le même télé crochet qu'Hudson. Ce drame reçoit d'excellentes critiques. Elle rejoint la distribution du drame musicale Black Nativity qui ne rencontre pas le succès escompté.

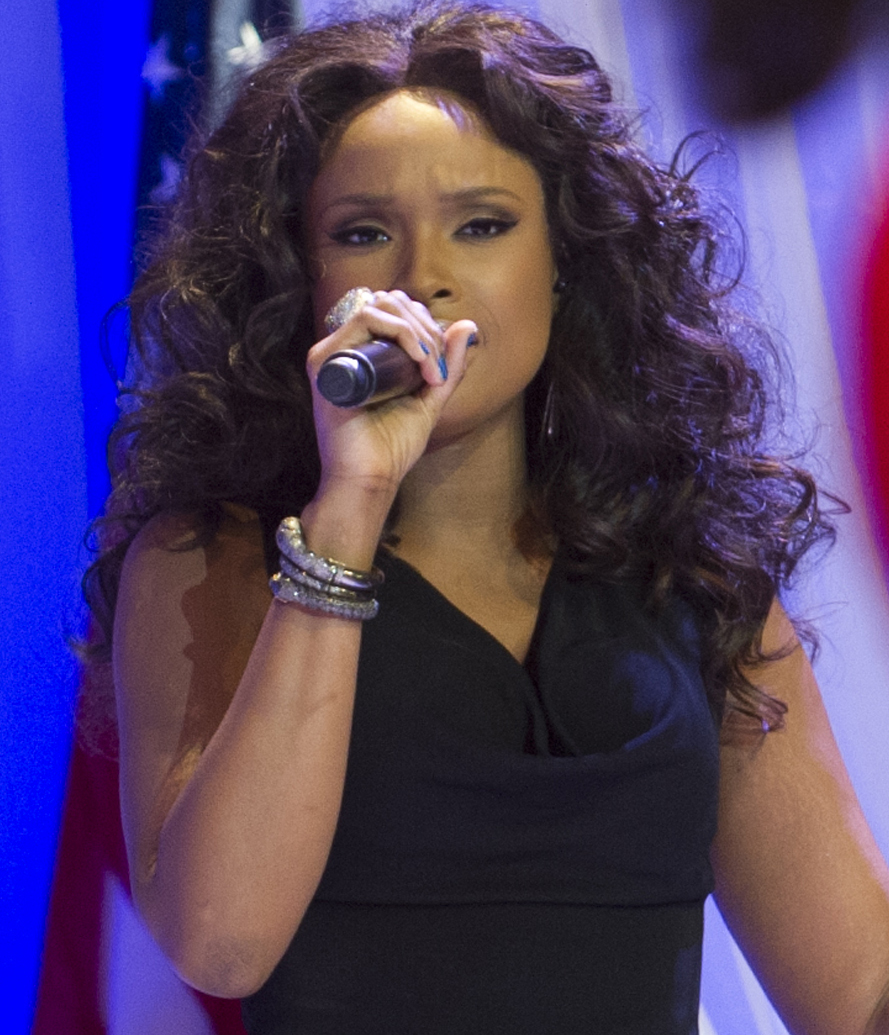
Performance de Jennifer Hudson, le 21 janvier 2013, lors de la réélection du président Barack Obama.

En 2014 sort son troisième album studio, intitulé JUHD, décrit comme étant plus « optimiste » que le précédent. Elle a travaillé avec Timbaland, Pharrell Williams et RedOne entre autres. Le premier single est I Can't Describe (The Way I Feel) en duo avec le rappeur T.I., produit par Pharrell Williams, une ballade R&B dans un style année 70. Ce projet ne rencontre pas son public et réalise des performances nettement en déca de ses précédents albums. Elle est néanmoins reconnue par la critique et citée au titre de meilleur album lors de la cérémonie des Image Awards et son duo avec R.Kelly reçoit également une citation lors des Grammy Awards. Toujours active au cinéma, elle obtient un second rôle dans le drame confidentiel Lullaby avec Amy Adams.
En 2015, l'actrice fait ses débuts sur les planches de Broadway dans une nouvelle version de l’œuvre La Couleur pourpre. Elle fait partie des nombreuses guest star qui viennent accroître la visibilité de la série Empire, qui rencontre un franc succès outre atlantique. Son intervention est d'ailleurs récompensé lors de la cérémonie Online Film & Television Association dans la catégorie Meilleure actrice guest. Elle fait ensuite confiance à Spike Lee en intégrant la distribution du premier film produit par Amazon Studios, le drame musical Chi-Raq, pourtant jugé réducteur quant aux réelles causes du problème des fusillades à Chicago, par les critiques. Néanmoins, son interprétation lui permet d'être de nouveau nommée.
En 2016, elle double l'un des personnages du film d'animation Tous en scène, succès colossal au box office. Elle fait également partie de la distribution du téléfilm Hairspray, aux côtés d'Ariana Grande et Kristin Chenoweth. Diffusé et joué en live, adapté de la comédie musicale Hairspray, elle-même basé sur le film homonyme de John Waters, le projet est très bien reçu par la critique et réuni 8.92 millions de téléspectateurs, faisant de lui le programme le plus regardé de la soirée.

#### 2017-présent: The Voice et cinéma
En 2017, après un changement de maison de disque au profit d'Epic Records, elle devient coach de The Voice UK aux côtés de Tom Jones, Will I Am et de Gavin Rossdale. Elle y présente son nouveau single Remember Me qui introduit l'arrivée d'un quatrième album studio. Et c'est finalement un candidat de son équipe, Mo Adeniran qui remporte la compétition faisant de Jennifer Hudson, la première coach féminine à remporter la version anglaise du télé crochet.
Au cinéma, elle est le premier rôle féminin de la comédie Sandy Wexler, troisième film de la collaboration entre Adam Sandler et la plateforme Netflix. Elle incarne Courtney Clarke, une chanteuse à voix et signe également la bande originale du film, notamment pour le titre Mr. DJ produit par Babyface, une ode aux années 1990. Une prestation mélangeant chant et comédie saluée par une nomination lors de la 19e cérémonie des Teen Choice Awards. Elle est également à l’affiche du drame Monster, aux côtés de l'acteur Jeffrey Wright et du rappeur ASAP Rocky.
Forte du succès rencontré après sa première participation en tant que coach, il est annoncé, en mai 2017, que Jennifer Hudson intègre la version américaine de The Voice aux côtés de Miley Cyrus, Blake Shelton et Adam Levine.

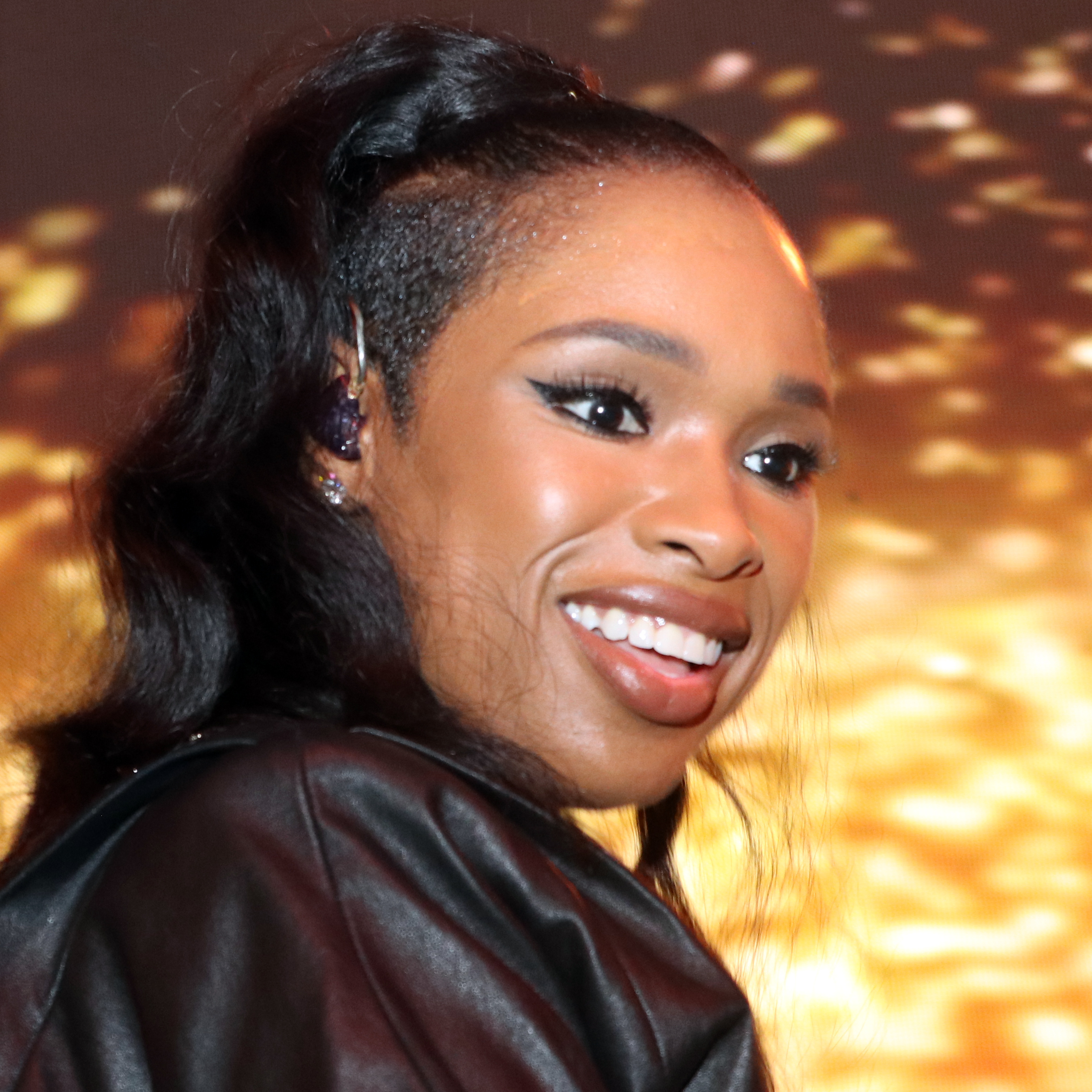
Lors d'une performance à Dubaï, en 2018.

En début d’année 2018, le célèbre producteur Clive Davis révèle que Jennifer Hudson a été choisie par Aretha Franklin elle-même, pour l’incarner dans un biopic qui lui sera consacré,.
Dans le même temps, elle reste fidèle à son fauteuil de coach et retourne à Londres, en début et en fin d'année, pour enregistrer deux nouvelles saisons de The Voice UK,. Elle fait aussi son retour dans la version américaine accueillant Kelly Clarkson dans le rang des coachs. La saison suivante, elle fait une courte pause et est remplacée par John Legend, puis, elle confirme la mise en chantier du film biographique centré sur Aretha Franklin, peu de temps après le décès de la chanteuse,.
À la même période, elle commercialise une ballade intitulée I’ll Fight, annonciatrice d’un quatrième album solo à paraître dans les bacs.
Elle sera à l'affiche de la version live-action de la comédie musicale Cats dans le rôle de Grizabella. La chanteuse Taylor Swift et l'acteur Ian McKellen sont également au casting. Le film sortira en salles le 18 décembre 2019.
Le 23 octobre 2020 elle sort avec les Black Eyed Peas The Love ; cette chanson a été écrite pour les élections présidentielles de 2020 aux États-Unis et plus particulièrement pour Joe Biden. Le 13 août 2021, Hudson a un nouveau film, Respect. Le 19 août 2021, Hudson a donné un concert au Apollo Theatre appelé Jennifer Hudson-Live at the Apollo: A Night of Soul.

## Vie privée
Elle a été fiancée à David Otunga, un lutteur professionnel américain qui a travaillé à la World Wrestling Entertainment de 2008 à 2018. Ensemble ils ont eu un fils, David Daniel Otunga, Jr, né en août 2009. Ils se sont séparés en novembre 2017. À la suite d’un divorce tumultueux, le couple décide finalement de se partager la garde de l’enfant.
Elle cite Whitney Houston, Aretha Franklin et Patti LaBelle comme ses plus grandes influences et inspiration.

### Meurtres familiaux
La mère de la chanteuse, Darnell Donnerson, âgée de 57 ans, ainsi que son grand frère, Jason, âgé de 29 ans, sont retrouvés morts le 24 octobre 2008, victimes d'une fusillade dans leur propriété à Chicago, vers 2 heures du matin. Le neveu de Jennifer, Julian King (âgé de sept ans) a été retrouvé par le FBI trois jours plus tard dans une voiture abandonnée, le corps criblé d'une dizaine de balles. Jennifer Hudson, lors du drame, était en Floride accompagnant son fiancé David Otunga à un show de catch. Son beau-frère William Balfour (le mari séparé de sa sœur Julia) a été reconnu coupable du triple homicide et condamné à la prison à perpétuité en 2012[réf. nécessaire].
À la suite de ce terrible drame, Jennifer et sa famille fondent l'association The Hudson-King Foundation qui vient en aide aux familles de victimes de meurtres. Le but spécifique de la fondation est de prendre soin des besoins des familles qui ont perdu un être cher à cause d'un crime violent. Cela englobe les besoins fondamentaux de nourriture, de vêtements et d'abris, ainsi que les conseils de deuil.

## Filmographie

### Cinéma

#### Courts métrages
- 2007 : Vanity Fair: Killers Kill, Dead Men Die de Annie Leibovitz : June Holliday, the Thrush
- 2013 : Scandalous with Jennifer Hudson de Charles Ingram : The Fixer

#### Longs métrages
- 2007 : Dreamgirls de Bill Condon : Effie White
- 2008 : Sex and the City, le film de Michael Patrick King : Louise
- 2008 : Fragments de Rowan Woods : Kathy Hammett
- 2008 : Le Secret de Lily Owens de Gina Prince-Bythewood : Rosaleen Daise
- 2011 : Winnie de Darrell Roodt : Winnie Mandela
- 2012 : Les Trois Corniauds de Peter et Bobby Farrelly : Sœur Rosemary
- 2013 : Black Nativity de Kasi Lemmons : Naima
- 2013 : The inevitable Defeat of Mister and Pete de George Tillman Jr. : Gloria
- 2014 : Lullaby de Andrew Levitas : Carrie
- 2015 : Chiraq de Spike Lee : Irene
- 2016 : Tous en scène de Garth Jennings : Nana Noodleman, jeune (voix)
- 2017 : Sandy Wexler de Steven Brill : Courtney
- 2018 : Monster de Anthony Mandler : Madame Harmon
- 2019 : Cats de Tom Hooper : Grizabella
- 2021 : Respect de Liesl Tommy : Aretha Franklin
- 2024 : Breathe de Stefon Bristol : Maya

### Télévision

#### Séries télévisées
- 2013 : Smash : Veronica Moore (saison 2, épisodes 1, 3 et 4)
- 2015 : Empire : Michelle White (saison 1, épisodes 10, 11 et 12)
- 2016 : Inside Amy Schumer : elle-même (saison 4, épisode 3)

#### Téléfilms
- 2013 : Call Me Crazy : A Five Film de Laura Dern, Bryce Dallas Howard, Bonnie Hunt, Ashley Judd et Sharon Maguire : Maggie
- 2016 : Hairspray Live! de Kenny Leon (en) et Alex Rudzinski : Motormouth Maybelle
- 2016 : Confirmation de Rick Famuyiwa : Angela Wright

## Discographie

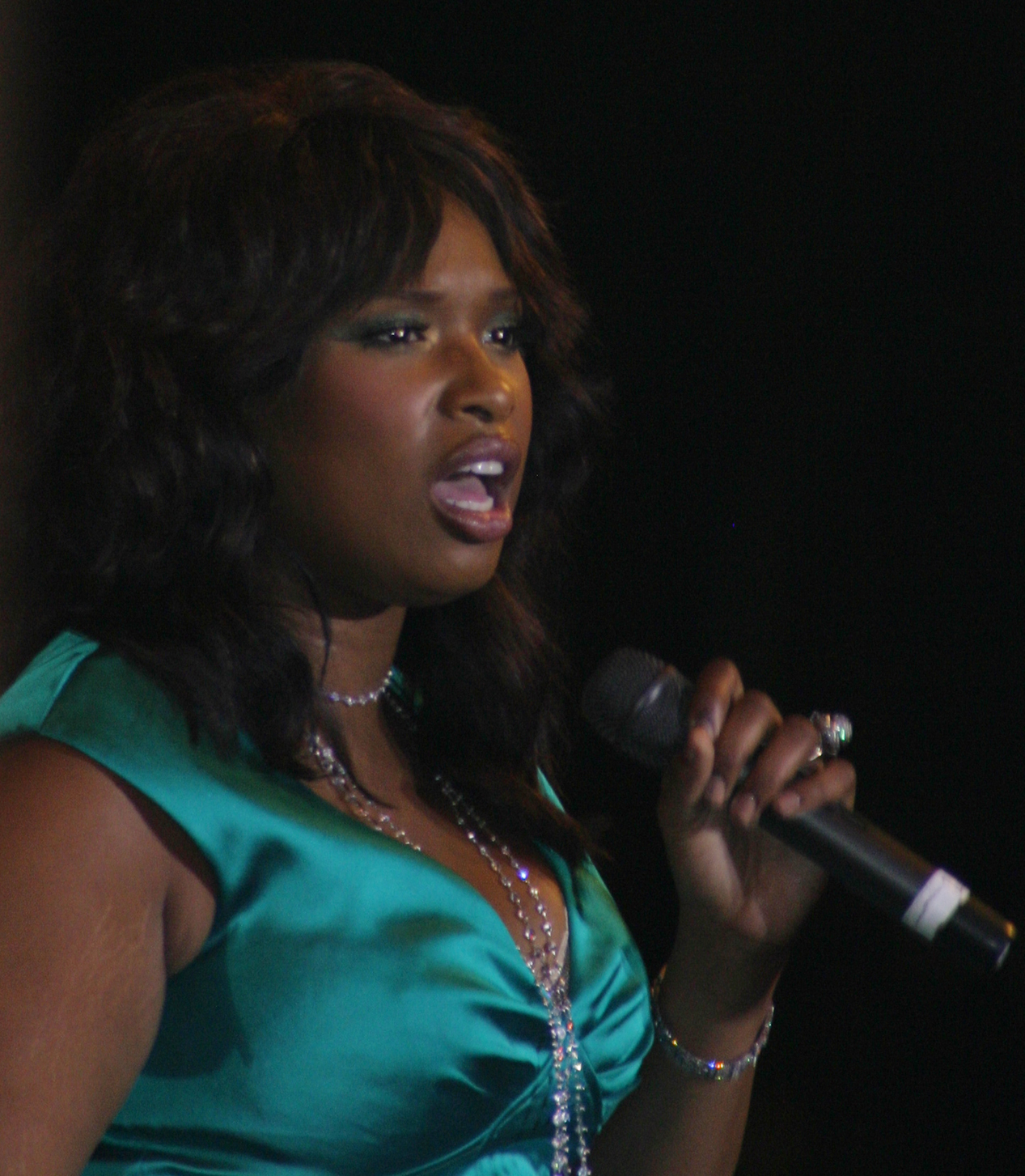
Performance de Jennifer Hudson, en 2007.

Sauf indication contraire ou complémentaire, les informations mentionnées dans cette section proviennent de la base de données Discogs.

### Albums
| Année | Titre                                                    | Chart | Chart    | Chart | Chart | Chart | Chart | Chart | Chart | Chart | Chart | Ventes et Certifications                                                        |
| Année | Titre                                                    | U.S.  | U.S. R&B | UK    | AUS   | CAN   | IRL   | NE    | JP    | FRA   | ALL   | Ventes et Certifications                                                        |
| ----- | -------------------------------------------------------- | ----- | -------- | ----- | ----- | ----- | ----- | ----- | ----- | ----- | ----- | ------------------------------------------------------------------------------- |
| 2008  | Jennifer Hudson - 1er album - Sortie : 30 septembre 2008 | 2     | 2        | 21    | 73    | —     | 46    | —     | 27    | —     | —     | - RIAA : Disque d'Or aux États-Unis - Ventes mondiales : 1 100 000 exemplaires. |
| 2011  | I Remember Me (en) - 2e album - Sortie : 22 mars 2011    | 2     | 2        | 20    | —     | —     | —     | —     | —     | —     | 84    | - RIAA : - Ventes mondiales : États-Unis : 459,000 (2014)                       |
| 2014  | JUHD - 3e album - Sortie : 23 septembre 2014             | 10    | 2        | 116   | —     | —     | —     | —     | —     | —     | —     | - RIAA : - Ventes mondiales : États-Unis : 61,000 (2014)                        |

### Singles

#### Solo
| Année | Titre                                         | Classement | Classement | Classement | Classement | Classement | Classement | Classement | Classement | Classement | Classement | Album                               |  |
| Année | Titre                                         | U.S.       | U.S RnB    | U.S. Pop   | UK         | IRE        | AUS        | NZ         | GER        | SWI        | FRA        | Album                               |  |
| ----- | --------------------------------------------- | ---------- | ---------- | ---------- | ---------- | ---------- | ---------- | ---------- | ---------- | ---------- | ---------- | ----------------------------------- |  |
| 2006  | Love You I Do                                 |            |            |            |            |            |            |            |            |            |            | Dreamgirls                          |  |
| 2006  | And I Am Telling You I'm Not Going            |            |            |            |            |            |            |            |            |            |            | Dreamgirls                          |  |
| 2008  | Spotlight                                     | 24         | 1          | 56         | 11         | 32         | 96         | 21         | 58         | —          | —          | Jennifer Hudson                     |  |
| 2008  | Jesus Promised Me A Home Over There           |            |            |            |            |            |            |            |            |            |            | Jennifer Hudson                     |  |
| 2009  | If This Isn't Love                            | 63         | 5          | —          | —          | —          | —          | —          | —          | —          | —          | Jennifer Hudson                     |  |
| 2009  | Pocketbook feat. Ludacris                     | —          | —          | —          | —          | —          | —          | —          | —          | —          | —          | Jennifer Hudson                     |  |
| 2011  | Where You At                                  | 64         | 10         | 10         | —          | —          | —          | —          | —          | —          | —          | I Remember Me                       |  |
| 2011  | No One Gonna Love You                         |            |            |            |            |            |            |            |            |            |            | I Remember Me                       |  |
| 2011  | I Remember Me                                 |            |            |            |            |            |            |            |            |            |            | I Remember Me                       |  |
| 2011  | Night Of Your Life                            | 81         | —          | —          | 35         | 46         | 37         | 38         | 12         | 24         | —          | Nothing But the Beat (David Guetta) |  |
| 2012  | Think Like a Man (avec Ne-Yo et Rick Ross)    | 90         | 33         | —          | —          | —          | —          | —          | —          | —          | —          | Think Like a Man                    |  |
| 2013  | Test Of Faith                                 |            |            |            |            |            |            |            |            |            |            | Black Nativity                      |  |
| 2013  | Bleed For Love                                |            |            |            |            |            |            |            |            |            |            | Black Nativity                      |  |
| 2013  | I Can't Describe (The Way I Feel) (avec T.I.) | —          | 29         | —          | 129        | —          | —          | —          | —          | —          | —          | JHUD                                |  |
| 2014  | Walk It Out (avec Timbaland)                  | —          | —          | —          | —          | —          | —          | —          | —          | —          | —          | JHUD                                |  |
| 2014  | It's Your World (avec R. Kelly)               | —          | —          | —          | —          | —          | —          | —          | —          | —          | —          | JHUD                                |  |
| 2014  | Dangerous                                     | —          | —          | —          | —          | —          | —          | —          | —          | —          | —          | JHUD                                |  |
| 2015  | I Still Love You                              | —          | —          | —          | —          | —          | —          | —          | —          | —          | —          | JHUD                                |  |
| 2017  | Burnen Down                                   |            |            |            |            |            |            |            |            |            |            |                                     |  |
| 2017  | Remember Me                                   |            |            |            |            |            |            |            |            |            |            |                                     |  |
| 2018  | I'll Fight                                    |            |            |            |            |            |            |            |            |            |            |                                     |  |

#### en featuring
| Titre                                                | Année | classement | classement | classement | classement | classement | classement | Certifications                                            | Album            |
| Titre                                                | Année | US         | AUS        | CAN        | IRE        | NZ         | UK         | Certifications                                            | Album            |
| ---------------------------------------------------- | ----- | ---------- | ---------- | ---------- | ---------- | ---------- | ---------- | --------------------------------------------------------- | ---------------- |
| Overjoyed (Jamie Williams featuring Jennifer Hudson) | 2007  | —          | —          | —          | —          | —          | —          |                                                           | After Hours      |
| We Are the World 25 for Haiti (as USA for Haiti)     | 2010  | 2          | 18         | 7          | 9          | 8          | 50         |                                                           | Non-album single |
| Be Grateful (avec Forest Whitaker et Jacob Latimore) |       |            |            |            |            |            |            |                                                           | Black Nativity   |
| Go All Night (Gorgon City featuring Jennifer Hudson) | 2014  | —          | —          | —          | —          | —          | 14         |                                                           | Sirens           |
| Trouble (Iggy Azalea featuring Jennifer Hudson)      | 2015  | 67         | 10         | 73         | 20         | —          | 7          | - RIAA: Or - ARIA: Platine - BPI: Argent[réf. nécessaire] | Reclassified     |
| "—" non-classé.                                      |       |            |            |            |            |            |            |                                                           |                  |

## Distinctions
Note : Cette section récapitule les principales récompenses et nominations obtenues par Jennifer Hudson Pour une liste plus complète, se référer au site IMDb.
- Le 13 novembre 2013, Jennifer Hudson reçoit son étoile sur le célèbre Walk of Fame (Hollywood) pour l'ensemble de sa contribution au milieu du divertissement.

### Récompenses
- African-American Film Critics Association 2006 : Meilleure actrice dans un second rôle pour Dreamgirls
- Alliance of Women Film Journalists 2006 : Meilleure actrice dans un second rôle pour Dreamgirls
- Las Vegas Film Critics Society Awards 2006 : Meilleure actrice dans un second rôle pour Dreamgirls
- National Board of Review 2006 : Meilleure interprétation féminine pour Dreamgirls
- New York Film Critics Circle Awards 2006 : Meilleure actrice dans un second rôle pour Dreamgirls
- New York Film Critics Online 2006 :
  - Meilleure interprétation pour Dreamgirls
  - Meilleure actrice dans un second rôle pour Dreamgirls
- Oklahoma Film Critics Circle Awards 2006 : Meilleure interprétation pour Dreamgirls
- Phoenix Film Critics Society Awards 2006 : Interprétation de l'année pour Dreamgirls
- Satellite Awards 2006 : Meilleure actrice dans un second rôle pour Dreamgirls
- St. Louis Film Critics Association 2006 : Meilleure actrice dans un second rôle pour Dreamgirls
- ShoWest Convention 2006 : Star féminine de demain
- Southeastern Film Critics Association Awards 2006 : Meilleure actrice dans un second rôle pour Dreamgirls
- Washington DC Area Film Critics Association 2006 :
  - Meilleure actrice dans un second rôle pour Dreamgirls
  - Meilleure interprétation de l'année pour Dreamgirls
- Austin Film Critics Association 2007 : Meilleure actrice dans un second rôle pour Dreamgirls
- BAFTA awards 2007 : Meilleure actrice dans un second rôle pour Dreamgirls
- BET Awards 2007 : Meilleure actrice pour Dreamgirls
- Black Reel Awards 2007 :
  - Meilleure interprétation pour Dreamgirls
  - Meilleure actrice dans un second rôle pour Dreamgirls
  - Meilleure chanson pour And I Am Telling You (I'm Not Going) dans Dreamgirls
- Central Ohio Film Critics Association Awards 2007 : 
  - Meilleure distribution pour Dreamgirls
  - Meilleure actrice dans un second rôle pour Dreamgirls
- Critics' Choice Movie Awards 2007 : Meilleure actrice dans un second rôle pour Dreamgirls
- Golden Globes 2007 : Meilleure actrice dans un second rôle pour Dreamgirls
- Gold Derby Awards 2007 : Meilleure actrice dans un second rôle pour Dreamgirls
- NAACP Image Awards 2007 : Meilleure actrice dans un second rôle pour Dreamgirls
- North Texas Film Critics Association 2007 : Meilleure actrice dans un second rôle pour Dreamgirls
- Online Film & Television Association 2007 :
  - Meilleure actrice dans un second rôle pour Dreamgirls
  - Meilleure interprétation féminine pour Dreamgirls
  - Meilleure musique pour And I Am Telling You I'm Not Going dans Dreamgirls
- Oscars 2007 : Meilleure actrice dans un second rôle pour Dreamgirls
- Festival international du film de Palm Springs 2007 : Meilleure interprétation pour Dreamgirls
- Screen Actors Guild Awards 2007 : Meilleure actrice dans un second rôle pour Dreamgirls
- Teen Choice Awards 2007 : Meilleure actrice dramatique pour Dreamgirls
- Festival du film de Hollywood 2008 : Meilleure distribution pour Le secret de Lily Owens
- Grammy Awards 2009 : Meilleur album de R&B pour Jennifer Hudson.
- Gay and Lesbian Entertainment Critics Association (GALECA Awards) 2013 : Performance télé de l'année pour We Will Always Love You: A Grammy Salute to Whitney Houston
- Women Film Critics Circle Awards 2013 : Meilleure musique pour Would You Bleed for Love dans Winnie
- Online Film & Television Association 2015 : Meilleure actrice guest dans une série télé dramatique pour Empire

### Nominations
- Golden Schmoes Awards 2006 : Meilleure actrice dans un second rôle pour Dreamgirls
- Toronto Film Critics Association Awards 2006 : Meilleure actrice dans un second rôle pour Dreamgirls
- Black Reel Awards 2007 : Meilleure chanson pour One Night Only dans Dreamgirls
- Chicago Film Critics Association 2007 : Meilleure actrice dans un second rôle pour Dreamgirls
- Critics' Choice Movie Awards 2007 : Meilleure distribution pour Dreamgirls
- Gold Derby Awards 2007 : Meilleure distribution pour Dreamgirls
- MTV Movie & TV Awards 2007 : Meilleure interprétation pour Dreamgirls
- Online Film Critics Society Awards 2007 :
  - Meilleure actrice dans un second rôle pour Dreamgirls
  - Meilleure interprétation pour Dreamgirls
- Online Film & Television Association 2007 :
  - Meilleure musique pour I Am Changing dans Dreamgirls
  - Meilleure musique pour Love You I Do dans Dreamgirls
- Screen Actors Guild Awards 2007 : Meilleure distribution pour Dreamgirls
- Teen Choice Awards 2007 : Meilleure révélation féminine pour Dreamgirls
- BET Awards 2008 : 
  - Meilleure actrice pour Sex and the City, le film
  - Meilleure actrice pour Le secret de Lily Owens
- Black Reel Awards 2008 : Meilleure actrice pour Black Reel Awards 2007 :
- Grammy Awards 2008 : Meilleure bande originale pour Dreamgirls
- Grammy Awards 2009 : Meilleure performance de R&B par un duo ou un groupe pour le duo I'm His Only Woman avec Fantasia Barrino
- NAACP Image Awards 2009 : Meilleure actrice dans un second rôle pour Le secret de Lily Owens
- Teen Choice Awards 2010 : American Idol - album préféré
- Women Film Critics Circle Awards 2013 : Meilleure actrice pour Winnie
- Acapulco Black Film Festival 2014 : Meilleure distribution pour Black Nativity
- NAACP Image Awards 2014 : Meilleure actrice pour Winnie
- Grammy Awards 2015 : Meilleure performance de R&B pour le duo It's Your World avec R. Kelly
- MTV Video Music Awards 2015 : Meilleure clip vidéo pour I Still Love You
- NAACP Image Awards 2015:
  - Meilleure album pour JHUD
  - Artiste féminine
- People's Choice Awards 2015 : Meilleure artiste de R&B
- NAACP Image Awards 2016 : Meilleure actrice dans un second rôle pour Chiraq
- Gay and Lesbian Entertainment Critics Association (GALECA Awards) 2017 : Performance télé de l'année pour Hairspray Live!
- MTV Movie & TV Awards 2017 : Meilleure moment musical pour Hairspray Live!
- Teen Choice Awards 2017 : meilleure actrice dans une comédie pour Sandy Wexler
- Hollywood Music In Media Awards 2021 : meilleure chanson originale dans un long métrage pour Respect partagée avec Carole King et Jamie Hartman
- Women's Image Network Awards 2021 : meilleure actrice dans un long métrag pour Respect